# Espai terra
Espai terra va ser un programa de Televisió de Catalunya presentat i dirigit per Tomàs Molina, que girava al voltant de la natura, el medi ambient i la meteorologia, sense oblidar les tradicions vinculades a la terra i la cultura. S'emeté al canal TV3 des del 20 d'abril de 2009 fins al 21 de juliol de 2017.

## Història
El 20 d'abril de 2009 comença la primera temporada d'Espai terra amb l'objectiu de situar un programa dedicat al medi ambient i al territori de Catalunya en horari de "prime time". Segons Rosa Marqueta, la directora d'informatius de TVC de llavors, Espai terra omple el buit de la informació en relació amb "el territori, la seva gent, les seves pedres i el tramat de les infraestructures", que al migdia "és cobert amb els programes El medi ambient i Telenotícies comarques".
A l'estiu del 2012, el programa va rebre el premi Iris de l'Acadèmia de Televisió com a millor programa autonòmic d'actualitat, premi que es va convertir en un homenatge pòstum al meteoròleg Toni Nadal, col·laborador del programa i que havia mort dies enrere.
Durant les vacances d'estiu de 2012, els reportatges del programa es van poder veure al Canal 33 sota el nom d'Espai terra 33 de dilluns a dijous i presentat de forma temàtica.
De cara a la nova temporada que comença a la tardor de 2012, TV3 modifica la seva programació prèvia al Telenotícies vespre per tal de reforçar-la i fer front al programa estrella de 8TV, 8 al dia. Degut a això, Espai terra passa a emetre's a les 20h i en el seu anterior horari, precedint el TN Vespre, s'hi col·loca el concurs El gran dictat.

## Audiència
El programa Espai terra està, diàriament, entre els 20 més vistos de tots els canals que es poden veure a Catalunya. La temporada 2011/2012 va registrar una quota de pantalla del 10,1%.
Segons un informe qualitatiu de GFK, Espai terra és un dels programes més ben valorats. El programa acumula una nota mitjana del 8,5 en una escala d'1 a 10, per sobre de la mitjana de TV3, i molt per sobre de la resta de cadenes generalistes. Els enquestats estan d'acord que es tracta d'un programa original i de qualitat. El 96% pensa que és un programa entretingut, i més del 97% pensa que els temes són molt o prou interessants. A més a més, destaca la seva popularitat, ja que gran part de l'audiència el comenta i el recomana en el seu entorn.

## Ressò
El maig de 2014 La 1 va estrenar Aquí la Tierra, un programa sobre medi ambient presentat per Jacob Petrus i inspirat en Espai terra.